# Системы управления тестированием
 Системы управления тестированием  используются для хранения информации о том, как должным образом проводить тестирование, осуществление очередности проведения тестирования в соответствии с его планом, а также для получения информации в виде отчетов о стадии тестирования и качестве тестируемого продукта. Инструменты имеют различные подходы к тестированию и, таким образом, включают в себя различные наборы функций. Обычно они используются для планирования ручного тестирования, сбора данных о результатах прохождения чек-листов и тест-кейсов, а также для получения оперативной информации в виде отчетов. Системы управления тестированием помогают оптимизировать процесс тестирования и обеспечивают быстрый доступ к анализу данных, средствам совместной работы и более качественному взаимодействию между несколькими проектными группами. Многие системы управления тестированием включают в себя возможность работы с требованиями.

## Структурирование процесса тестирования
Инструменты управления тестированием дают командам возможность консолидировать и структурировать процесс тестирования с помощью одной из систем управления тестированием вместо установки нескольких приложений, которые предназначены для управления только одним процессом или его частью. Некоторые приложения включают передовые инструментальные панели для тщательного отслеживания ключевых показателей, что позволяет легко получать необходимую информацию о стадиях процесса тестирования и качестве тестируемого продукта.

## Использование
После старта тестирования проекта члены команды могут взаимодействовать через одну из систем управления тестирования путём создания тест-кейсов, чек-листов, назначая ответственных за прохождение их лиц, что упрощает и улучшает качество взаимодействия лиц, проводящих тестирование в рамках конкретного проекта. При создании или прохождении тестов и чек-листов пользователи могут получить доступ к различным функциям систем управления тестированием, которые автоматизируют данную деятельность и благотворно влияют на скорость и качество её выполнения.